# Passerelle Mellah-Slimane
La passerelle Mellah-Slimane, anciennement passerelle Perrégaux et également appelée la passerelle de l'ascenseur est une passerelle piétonne qui relie le quartier de la gare au centre-ville de Constantine. Elle a été construite entre 1917 et 1925. Elle est située entre les ponts Sidi Rached et d'El-Kantara.

## Histoire
La passerelle a été construite entre 1917 et 1925, elle fut ouverte à la circulation le 12 avril 1925, elle est réservée aux piétons. 
Au début des années 2000, la passerelle a subi une opération de restauration, les travaux ne touchant que la structure du pont et l'entretien des câbles qui la maintiennent.